# Dia de São Patrício
O Dia de São Patrício (do irlandês: Lá le Pádraig ou Lá Fhéile Pádraig, em inglês:  Saint Patrick's Day, popularmente chamado de Paddy’s Day) é uma festa anual, comemorada em 17 de Março (nos países anglofônicos), em homenagem a São Patrício, padroeiro da Irlanda, que morreu nesta mesma data em 461 d.C. Neste dia, as pessoas vestem-se de trajes verde e branco, saindo às ruas em uma caminhada festiva.
Em meados da década de 1990, o governo da República da Irlanda iniciou uma campanha usando o Dia de São Patrício para mostrar a Irlanda e sua cultura. Foi criado um grupo de trabalho para o chamado St Patrick's Festival, com o objetivo de criar um festival nacional de classe mundial e "projetar, internacionalmente, uma imagem precisa da Irlanda como um país criativo, profissional e sofisticado com amplo apelo. O primeiro Festival de São Patrício foi realizado em 17 de março de 1996. Em 1997, tornou-se um evento de três dias e, em 2006, o festival durou cinco dias. Mais de 675 000 pessoas compareceram ao desfile de 2009, e o festival daquele ano recebeu quase 1 milhão de visitantes, que participaram de festividades que incluíram shows, apresentações de teatro ao ar livre e fogos de artifício. De 2006 a 2012, o Skyfest foi a peça central do Festival de São Patrício.
No passado, o Dia de São Patrício era apenas uma celebração religiosa. Mas em 1903, tornou-se um feriado público. Na Inglaterra, foi introduzido através do Parlamento pelo irlandês James O'Mara. Mais tarde, este introduziu a lei que proibia que os "pubs" (bares) fechassem no dia 18 de Março (sofrendo mudança na década de 1970). A primeira manifestação ocorreu em Dublin, no ano de 1931, sendo criticada pelo ministro Fitzgerald.

## São Patrício
Pouco se sabe da vida de Patrício, apesar de ser notório seu nascimento na Inglaterra Romana no século V, numa rica família romano-bretã. Seu pai e avô foram diáconos na Igreja. Aos dezesseis anos, ele foi sequestrado por piratas irlandeses e levado para a Irlanda como escravo. Acredita-se que ele ficou em cativeiro em algum lugar na costa oeste da Irlanda, possivelmente no Condado de Mayo, mas o local exato é desconhecido. De acordo com sua confissão, Deus disse-lhe, em sonhos, para fugir de seu cativeiro para o litoral, onde ele iria embarcar num navio e retornar à Bretanha. Ao voltar à Bretanha, entrou para o mosteiro de Ésir, em Auxerre na Gália (atual França), sob orientação do santo bispo Germano.
Em 432, alegou ter recebido um chamado para regressar à Irlanda, porém como bispo, para a evangelização dos irlandeses. O folclore irlandês alega que um de seus métodos de evangelização incluía o uso de um trevo de três folhas para explicar a doutrina da Santíssima Trindade para os irlandeses. Depois de quase trinta anos de evangelização, Patrício faleceu no dia 17 de março de 461, e, de acordo com a tradição, foi enterrado em Downpatrick. Apesar do êxito de várias missões à Irlanda empregadas por Roma, Patrício perdurou como o santo principal do cristianismo irlandês e é bastante estimado pela Igreja Católica irlandesa e de todo o mundo.

## A cor verde

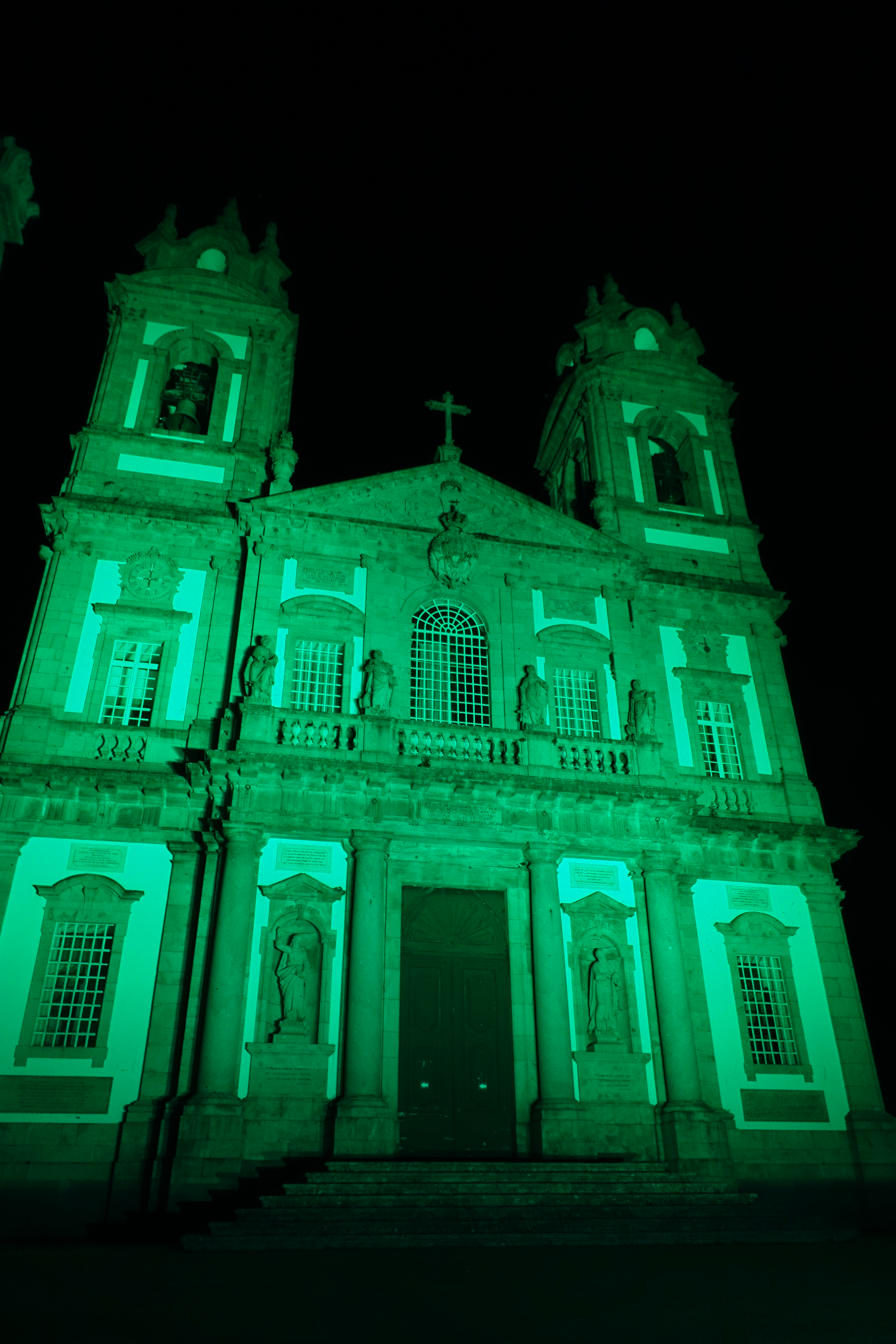
A Basílica do Bom Jesus iluminada para o dia de São Patrício

Com o passar dos anos, a cor verde e sua ligação com o dia de São Patrício aumentou. Fitas verdes e trevos eram usados nas celebrações do dia de São Patrício no século XVII. Dizem que São Patrício usou o trevo para explicar a Santíssima Trindade aos pagãos celtas, com isso, o uso de trevos de três folhas e similares estão intimamente ligados aos festejos. Na rebelião irlandesa de 1798, na esperança de propagar seus ideais políticos, soldados irlandeses vestiram uniformes verdes no dia 17 de março na esperança de chamar a atenção pública para a rebelião. A expressão irlandesa "the wearing of the green" (Vestindo o verde), significa usar um trevo ou então outra peça de roupa que seja verde em referência aos soldados rebeldes.

## No Brasil
No Brasil, o primeiro registro de Dia do São Patrício foi ocorrido em 17 de Março de 1770 em uma igreja construída em homenagem ao santo por Lancelot Belfort (1708-1775). A igreja estava localizada em sua propriedade, conhecida como Kilrue, às margens do rio Itapecurú, em Maranhão, no Nordeste do Brasil.São Patrício é padroeiro da cidade de Itaqui, no Rio Grande Do Sul. 